# Brzezna (gromada)
Brzezna – dawna gromada, czyli najmniejsza jednostka podziału terytorialnego Polskiej Rzeczypospolitej Ludowej w latach 1954–1972.
Gromady, z gromadzkimi radami narodowymi (GRN) jako organami władzy najniższego stopnia na wsi, funkcjonowały od reformy reorganizującej administrację wiejską przeprowadzonej jesienią 1954 do momentu ich zniesienia z dniem 1 stycznia 1973, tym samym wypierając organizację gminną w latach 1954–1972.
Gromadę Brzezna z siedzibą GRN w Brzeznej utworzono – jako jedną z 8759 gromad na obszarze Polski – w powiecie nowosądeckim w woj. krakowskim, na mocy uchwały nr 26/IV/54 WRN w Krakowie z dnia 6 października 1954. W skład jednostki weszły obszary dotychczasowych gromad Brzezna i Chochorowice ze zniesionej gminy Podegrodzie w tymże powiecie. Dla gromady ustalono 19 członków gromadzkiej rady narodowej.
31 grudnia 1961 do gromady Brzezna przyłączono obszar zniesionej gromady Gostwica.
30 czerwca 1962 z gromady Brzezna wyłączono wieś Mokra Wieś włączając ją do gromady Podegrodzie; do gromady Brzezna przyłączono natomiast wieś Podrzecze z gromady Chełmiec.
Gromada przetrwała do końca 1972 roku, czyli do kolejnej reformy gminnej.